# Randy Mamola

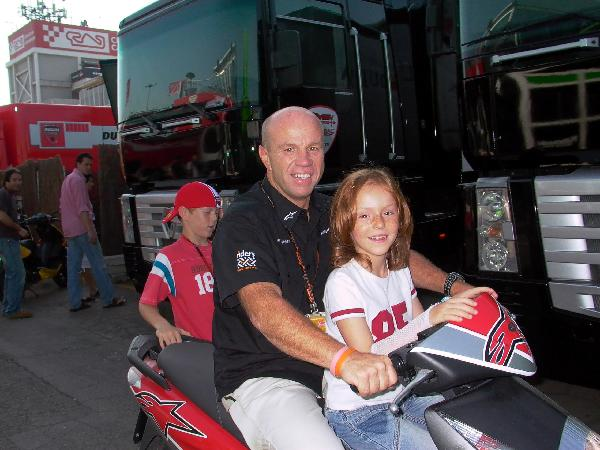
Randy Mamola im Fahrerlager beim MotoGP-Rennen in Barcelona 2006

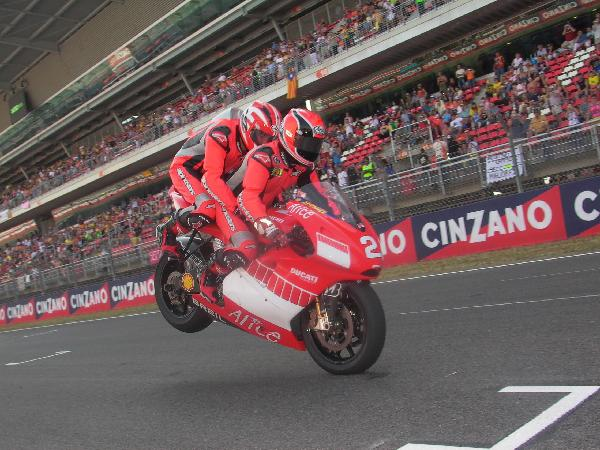
Randy Mamola mit der Doppelsitzer-Ducati und Passagier in Barcelona 2006

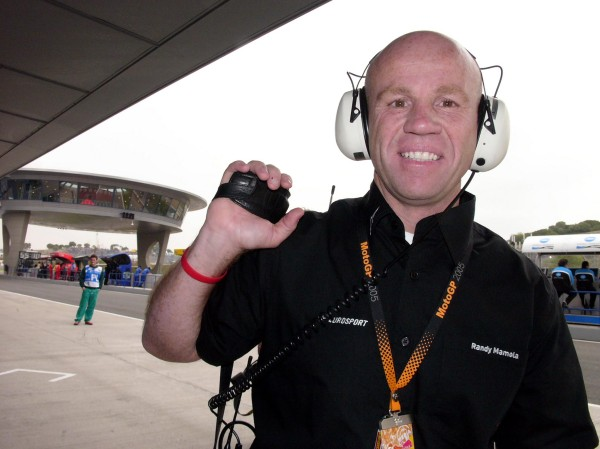
Randy Mamola als Eurosport-Reporter

Randy Mamola (* 10. November 1959 in Santa Clara, Kalifornien) ist ein ehemaliger US-amerikanischer Motorradrennfahrer.

## Karriere
Seine Pläne, Schlagzeuger zu werden, gab Randy Mamola im Alter von zwölf Jahren zugunsten von Motorradrennen auf. Er trainierte sein Fahrkönnen auf dem Kurs einer Polizeisportanlage in der Nähe seines Elternhauses. Erste Rennerfahrungen sammelte er bei kleinen Rennveranstaltungen nahe dem Flughafen von San José und wurde bald zu einem der schnellsten Nachwuchsfahrer in Kalifornien. Mamola war 14, als er von Yamaha gesponsert wurde. In Anlehnung an sein Idol Kenny Roberts sr., in dessen Farben er seine Rennen fuhr, bekam er den Spitznamen Baby Kenny zugedacht. Nachdem Mamola die neuseeländische 125-cm³-Meisterschaft gewonnen hatte, erwarb er im Alter von 16 Jahren die AMA Rennfahrerlizenz und begann 1977, nach dem Schulabschluss, seine Profikarriere als Rennfahrer.
Mamola startete in der AMA 250 Championship, belegte in seiner ersten Saison drei Podestplätze, wurde Meisterschaftszweiter und holte im Folgejahr, 1978, den Titel. 1979 fuhr Mamola für Bimota das AMA-250-cm³-Rennen in Daytona, wo er hinter Skip Aksland und Freddie Spencer Dritter wurde. Es folgte bei den englisch-amerikanischen Match Races ein zweiter Platz hinter Mike Baldwin, aber vor Barry Sheene.
1979 kam dann auch als Konsequenz der bisherigen Erfolge der Aufstieg in die Motorrad-Weltmeisterschaft. Mit einer Yamaha wurde Mamola WM-Vierter in der 250-cm³-Klasse und mit einer privaten Suzuki WM-Achter bei den 500ern – obwohl er in der großen Klasse nur an der Hälfte der Rennen teilnahm. Diese Leistung brachte ihm für 1980 einen Werksvertrag bei Suzuki für die 500-cm³-Klasse ein, den er in seine ersten Siege und einen zweiten WM-Platz ummünzte. Mamola fuhr bis 1991 für verschiedene Teams in der Weltmeisterschaft und konnte dabei 13 Rennen für sich entscheiden. Er wurde insgesamt viermal Vize-Weltmeister, konnte jedoch nie den Titel gewinnen.
Mamola arbeitete bis 2009 als Kommentator bei Übertragungen von Motorradrennen für den britischen TV-Sender Eurosport. Er engagiert sich für die von ihm mitgegründete Hilfsorganisation Riders for Health. Im Rahmen von MotoGP-Rennen chauffierte Mamola Prominente auf einer Doppelsitzer-Ducati Desmosedici mit 230 PS im Renntempo um die jeweilige Strecke.

## Statistik

### Ehrungen
- Aufnahme in die MotoGP Hall of Fame
- Aufnahme in die Motorcycle Hall of Fame[1]

### In der Motorrad-Weltmeisterschaft
| Grand Prix Debüt        | 250 cm³                 | GP Venezuela 1979 |
| Grand Prix Debüt        | 500 cm³                 | GP Schweden 1979  |
| Erste Podestplatzierung | Erste Podestplatzierung | GP Finnland 1979  |
| Erster GP-Sieg          | Erster GP-Sieg          | GP Belgien 1980   |

| GP-Rennen             | 151 |
| GP-Siege              | 13  |
| Podiumsplätze         | 57  |
| Pole-Positions        | 5   |
| Schnellste Rennrunden | 11  |

WM-Platzierungen
| Jahr | Klasse  | Platz | Punkte | Team   |
| ---- | ------- | ----- | ------ | ------ |
| 1979 | 250 cm³ | 4.    | 64     | Yamaha |
| 1979 | 500 cm³ | 8.    | 29     | Suzuki |
| 1980 | 500 cm³ | 2.    | 72     | Suzuki |
| 1981 | 500 cm³ | 2.    | 94     | Suzuki |
| 1982 | 500 cm³ | 6.    | 65     | Suzuki |
| 1983 | 500 cm³ | 3.    | 89     | Suzuki |
| 1984 | 500 cm³ | 2.    | 111    | Honda  |

| Jahr | Klasse  | Platz | Punkte | Team   |
| ---- | ------- | ----- | ------ | ------ |
| 1985 | 500 cm³ | 6.    | 72     | Honda  |
| 1986 | 500 cm³ | 3.    | 105    | Yamaha |
| 1987 | 500 cm³ | 2.    | 158    | Yamaha |
| 1988 | 500 cm³ | 12.   | 58     | Cagiva |
| 1989 | 500 cm³ | 18.   | 33     | Cagiva |
| 1990 | 500 cm³ | 13.   | 55     | Cagiva |
| 1992 | 500 cm³ | 10.   | 45     | Yamaha |

Grand-Prix-Siege
| 1980 | Belgien Vereinigtes Konigreich                            |
| 1981 | Osterreich Jugoslawien Sozialistische Föderative Republik |
| 1982 | Deutschland                                               |
| 1984 | Niederlande Vereinigtes Konigreich San Marino             |
| 1985 | Niederlande                                               |
| 1986 | Belgien                                                   |
| 1987 | Japan Frankreich San Marino                               |